# Ariwara no Motokata
Ariwara no Motokata (在原元方) est un poète et courtisan japonais du milieu de l'époque de Heian, de la fin du IXe siècle au début du  Xe siècle. Il est arrière petit-fils de l'empereur  Heizei, petit-fils du poète Ariwara no Narihira et fils du poète Ariwara no Muneyana. Il compte parmi les trente-six poètes immortels du Moyen Âge (Chūko Sanjūrokkasen). 
Comme courtisan, on sait seulement qu'il porte le titre de shōgoi. Comme poète waka, il participe à différents utaawase (concours), dont un en 905. Il réalise une compilation de poèmes appelée Motokata-shū (元方集) mais dont il ne reste que quelques fragments. Quelques-uns de ses poèmes sont inclus dans diverses anthologies impériales : quatorze dans la Kokin Wakashū, huit dans la Gosen Wakashū, deux dans la  Shūi Wakashū et neuf dans la Shin Kokin Wakashū.